# Пам'ятки Сакського району
На території Сакського району знаходиться 3 пам'ятки архітектури і 73 пам'ятки історії

## Пам'ятки архітектури
| № п/п | Обліковій номер | Найменування пам'ятника                                | дата           | адреса / розташування | Рішення про взяття на облік   | фото                          |   |
| ----- | --------------- | ------------------------------------------------------ | -------------- | --------------------- | ----------------------------- | ----------------------------- | - |
| 1     | -               | Особняк І.Ф.Панова,                                    | 1913 р.        | Саки                  | вул. Курортна, 29, літер "А " | Рішення КО від 20.02.1990 №48 | - |
| 2     | -               | Башта артезіанської обсерваторії ім. Н.А.Головкінского | XIX ст.        | Саки                  | вул. Курортна, 4, літер "Б"   | Рішення КО від 20.02.1990 №48 | - |
| 3     | -               | поміщицький будинок,                                   | кінець XIX ст. | с. Чеботарка          | вул. Садова, біля будинку № 1 | Рішення КО від 20.02.1990 №48 | - |

## Пам'ятки історії
| № п/п          | Обліковій номер | Найменування пам'ятника | місто    | адреса / розташування | Рішення про взяття на облік                                                | фото    |         |
| м. Саки        | м. Саки         | м. Саки | м. Саки  | м. Саки | м. Саки                                                                    | м. Саки | м. Саки |
| -------------- | --------------- | --- | -------- | --- | -------------------------------------------------------------------------- | ------- | ------- |
| 1              | 4117            | Могила Героя Радянського Союзу Ф.І.Гайнутдінова, 1982 р.                                                                                                  | Саки     | цивільне кладовище біля шосе Саки-Кар'єрне                                                                                 | Постанова Ради міністрів Автономної Республіки Крим від 20.01.1998 № 15    |         |         |
| 2              | 1519            | Братська могила радянських воїнів, квітень — Травень 1944 р.                                                                                              | Саки     | Євпаторійське шосе, цивільне кладовище, західна частина                                                                    | Рішення Кримського облвиконкому від 05.09.1969 № 595                       |         |         |
| 3              | 1520            | Могила В.В.Ковалева, квітень 1944 р. | Саки     | Євпаторійське шосе, цивільне кладовище, північно-східна частина                                                            | Рішення Кримського облвиконкому від 05.09.1969 № 595                       |         |         |
| 4              | 1522            | Братська могила радянських воїнів, травень 1944 р. | Саки     | Євпаторійське шосе, цивільне кладовище, північно-східна частина                                                            | Рішення Кримського облвиконкому від 05.09.1969 № 595                       |         |         |
| 5              | 1521            | Братська могила радянських воїнів, квітень-вересень 1944 р.                                                                                               | Саки     | Євпаторійське шосе, цивільне кладовище, північно-західна частина, з боку шосе Саки-Новоселівське                           | Рішення Кримського облвиконкому від 05.09.1969 № 595                       |         |         |
| 6              | 2842            | Могила Героя Радянського Союзу Г.Д.Загороднего, 1955 р., перепоховання — 1956 р.                                                                          | Саки     | Євпаторійське шосе, цивільне кладовище, південно-східна частина, біля огорожі                                              | Рішення Кримського облвиконкому від 21.06.1983 № 362                       |         |         |
| 7              | 2843            | Братська могила радянських воїнів, квітень 1944 р. | Саки     | Євпаторійське шосе, цивільне кладовище, південна частина                                                                   | Рішення Кримського облвиконкому від 21.06.1983 № 362                       |         |         |
| 8              | 2002            | Могила К.Т. і Ф.Ф.Іванових (членів підпільної патріотичної групи р. Саки), грудень 1943 р., перепоховання — Травень 1944 м.                               | Саки     | Євпаторійське шосе, цивільне кладовище, південна частина, з боку шосе Саки-Новоселівське                                   | Рішення Кримського облвиконкому від 15.01.1980 № 16                        |         |         |
| 9              | 2003            | Могила В.В.Галушкіна, березень-травень 1944 р. | Саки     | Євпаторійське шосе, цивільне кладовище.                                                                                    | Рішення Кримського облвиконкому від 15.01.1980 № 16                        |         |         |
| 10             | 1518            | Пам'ятний знак на честь воїнів-визволителів Дата подій: квітень-травень 1944 р. Дата спорудження: травень 1967 р.                                         | Саки     | Євпаторійське шосе, сквер у цивільного кладовища                                                                           | Рішення Кримського облвиконкому від 05.09.1969 № 595                       |         |         |
| 11             | 1517            | Братська могила жертв фашистського терору, 1941-1942 рр..                                                                                                 | Саки     | Михайлівське шосе, 70 м на захід, парк військового санаторію                                                               | Рішення Кримського облвиконкому від 05.09.1969 № 595                       |         |         |
| 12             | 3180            | Пам'ятний знак на місці загибелі Ф.А.Лабренціса. Дата події: 1920 р. Дата спорудження: травень 1990р.                                                     | Саки     | Михайлівське шосе, на березі озера Михайлівське (район вул. Санаторної)                                                    | Рішення Кримського облвиконкому від 20.02.1990 № 48                        |         |         |
| 13             | 4116            | Могила Героя Радянського Союзу генерал-майора Ф.Ф.Степанова, 1986 р.                                                                                      | Саки     | пров. Береговий, біля Палацу культури хіміків                                                                              | Постанова Ради міністрів Автономної Республіки Крим від 20.01.1998 № 15    |         |         |
| 14             | 1573            | Пам'ятник В.І.Леніну. Дата спорудження: перший пам'ятник — 1953 р., заміна — Квітень 1978 р.                                                              | Саки     | пл. Революції, біля Палацу культури                                                                                        | Рішення Кримського облвиконкому від 05.09.1969 № 595                       |         |         |
| 15             | 2122            | Братська могила радянських воїнів, квітень 1944 р. | Саки     | вул. Вокзальна, 2, в саду на подвір'ї житлового будинку                                                                    | Рішення Кримського облвиконкому від 15.01.1980 № 16                        |         |         |
| 16             | 2853-АР         | Будівля, в якому працював академік Н.Н.Бурденко, 1880-1914 рр..                                                                                           | Саки     | вул. Курортна, 10, літер "Д "                                                                                              | Наказ Міністерства культури та туризму Україна від 25.10.2010 №957/0/16-10 |         |         |
| 17             | 4114            | Будівля, де знаходився Інститут діагностики та фізичних методів лікування, в якому працювали відомі діячі медики.                                         | Саки     | вул. Курортна, 4, літер " Ж", санаторій " Саки ", поліклініка                                                              | Постанова Ради міністрів Автономної Республіки Крим від 20.01.1998 № 15    |         |         |
| 18             | 4115            | Будівля земської грязелікарні, яку відвідував адмірал С.О.Макаров. Дата споруди: 1898 р.                                                                  | Саки     | вул. Курортна, 4, літер "Т "                                                                                               | Постанова Ради міністрів Автономної Республіки Крим від 20.01.1998 № 15    |         |         |
| 19             | 1516            | Група з 6 одиночних могил радянських льотчиків, 1944-1945 рр..                                                                                            | Саки     | вул. Курортна, парк санаторію «Саки», 150 м від центральної алеї                                                           | Рішення Кримського облвиконкому від 05.09.1969 № 595                       |         |         |
| 20             | 1550            | Пам'ятний знак на честь воїнів — односельчан. Дата спорудження: травень 1965 р.                                                                           | Саки     | вул. Курортна, парк санаторію «Саки», у головній алеї                                                                      | Рішення Кримського облвиконкому від 05.09.1969 № 595                       |         |         |
| 21             | 1579            | Пам'ятник М.В.Гоголю. Дата споруди: 1952 р. | Саки     | вул. Курортна, парк санаторію «Саки», у корпусу № 3                                                                        | Рішення Кримського облвиконкому від 05.09.1969 № 595                       |         |         |
| 22             | 3181            | Пам'ятник Лесі Українці. Дата подій: 1871-1913 рр.. Дата споруди: 1987 р.                                                                                 | Саки     | вул. Курортна, парк санаторію «Саки», центральна алея                                                                      | Рішення Кримського облвиконкому від 20.02.1990 № 48                        |         |         |
| 23             | 3088            | Пам'ятний знак на честь працівників Сакської міліції, полеглих на фронтах Великої Вітчизняної війни. Дата споруди: 1984 р.                                | Саки     | вул. Леніна, навпроти будинку №27 — будівля Сакської гір. міліції                                                          | Рішення Кримського облвиконкому від 15.04.1986 № 164                       |         |         |
| 24             | 1551            | Пам'ятний знак на честь робітників хімзаводу. Дата подій: 1918-1920 рр.., 1941-1945 рр.. Дата спорудження: травень 1967 р.                                | Саки     | вул. Леніна, сквер біля Палацу хіміків                                                                                     | Рішення Кримського облвиконкому від 05.09.1969 № 595                       |         |         |
| 25             | 1577            | Пам'ятник Ф.І.Сенченко (Герой Радянського Союзу). Дата подій: 1921-1944 р. Дата спорудження: травень 1965 р.                                              | Саки     | вул. Піонерська, 2, у школи № 4                                                                                            | Рішення Кримського облвиконкому від 05.09.1969 № 595                       |         |         |
| 26             | 3153            | Пам'ятник О.С.Пушкіну. Дата подій: 1799-1837 рр.. Дата споруди: 1982 р.                                                                                   | Саки     | вул. Революції, сквер ім. О.С.Пушкіна                                                                                      | Рішення Кримського облвиконкому від 20.02.1990 № 48                        |         |         |
| Сакський район |                 | |          | |                                                                            |         |         |
| 1              | 1523            | Братська могила радянських воїнів, квітня 1944 р. | Сакський | вересаевская с/с, с. Вересаєве, сільське кладовище                                                                         | Рішення Кримського облвиконкому від 05.09.1969 № 595                       |         |         |
| 2              | 2125            | Братська могила жертв фашистського терору, 1942 р. | Сакський | вересаевская с/с, с. Вересаєве, сільське кладовище                                                                         | Рішення Кримського облвиконкому від 15.01.1980 № 16                        |         |         |
| 3              | 1552            | Пам'ятний знак на честь воїнів-односельчан. Дата споруди: 1965 р., 1972 р., встановлена ??скульптура, 1979 р. — перенос.                                  | Сакський | вересаевская с/с, с. Вересаєве, у будівлі середньої школи                                                                  | Рішення Кримського облвиконкому від 05.09.1969 № 595                       |         |         |
| 4              | 1554            | Пам'ятний знак на честь воїнів-односельчан. Дата спорудження: травень 1971 р. Автор: скульптор Л.С.Смерчінскій                                            | Сакський | Веселовська с/р, с. Веселівка, пров. Шкільний, біля Будинку культури                                                       | Рішення Кримського облвиконкому від 05.09.1969 № 595                       |         |         |
| 5              | 3237            | Братська могила жертв фашизму, 1941 р. | Сакський | Веселовська с/р, с. Наташино, вул. Гагаріна, 100 м на південний захід від школи                                            | Рішення Кримського облвиконкому від 20.02.1990 № 48                        |         |         |
| 6              | 1556            | Пам'ятний знак на честь воїнів-односельчан. Дата спорудження: листопад 1976 р.                                                                            | Сакський | Веселовська с/р, с. Наташино, вул. Гагаріна, сквер біля школи                                                              | Рішення Кримського облвиконкому від 05.09.1969 № 595                       |         |         |
| 7              | 1524            | Братська могила радянських воїнів, 1941 р. | Сакський | Виноградівська с/р, с. Виноградово, сільське кладовище                                                                     | Рішення Кримського облвиконкому від 05.09.1969 № 595                       |         |         |
| 8              | 2008            | Могила невідомого радянського воїна, 1941—1945 рр. | Сакський | Виноградівська с/р, с. Виноградово, сільське кладовище                                                                     | Рішення Кримського облвиконкому від 15.01.1980 № 16                        |         |         |
| 9              | 2006            | Пам'ятник В.І.Леніну. Дата подій: 1870-1924 рр.. Дата спорудження: виготовлений в 1953 р., перенесений з м. Саки в 1978 р.                                | Сакський | Виноградівська с/р, с. Виноградово, вул. Леніна                                                                            | Рішення Кримського облвиконкому від 15.01.1980 № 16                        |         |         |
| 10             | 2007            | Пам'ятний знак на честь воїнів-односельчан. Дата споруди: 1968 р.                                                                                         | Сакський | Виноградівська с/р, с. Виноградово, вул. Леніна, біля Будинку культури                                                     | Рішення Кримського облвиконкому від 15.01.1980 № 16                        |         |         |
| 11             | 1553            | Пам'ятний знак на честь воїнів-односельчан. Дата споруди: 1967р.                                                                                          | Сакський | Воробьевский с/с, с. Воробйова, вул. Гагаріна, сквер                                                                       | Рішення Кримського облвиконкому від 05.09.1969 № 595                       |         |         |
| 12             | 1525            | Братська могила жертв фашистського терору, 1942 р. | Сакський | Воробьевский с/с, с. Шишкіно, північно-західна околиця села, у польового стану                                             | Рішення Кримського облвиконкому від 05.09.1969 № 595                       |         |         |
| 13             | 1537            | Братська могила Героїв Радянського Союзу, 1944 р. | Сакський | Геройська с/р, с. Геройське, північно-східна околиця села                                                                  | Рішення Кримського облвиконкому від 05.09.1969 № 595                       |         |         |
| 14             | 1538            | Могила радянського воїна, 1941 р. | Сакський | Геройська с/р, с. Геройське, сільське кладовище                                                                            | Рішення Кримського облвиконкому від 05.09.1969 № 595                       |         |         |
| 15             | 2009            | Могила льотчика Н.Я.Боярко, 1944 р. | Сакський | Геройська с/р, с. Яскраве, біля будівлі залізничної станції "Яскрава "                                                     | Рішення Кримського облвиконкому від 15.01.1980 № 16                        |         |         |
| 16             | 1526            | Братська могила жертв фашистського терору, 1942 р. | Сакський | Добрушінська с/р, с. Добрушино, цвинтар                                                                                    | Рішення Кримського облвиконкому від 05.09.1969 № 595                       |         |         |
| 17             | 1555            | Пам'ятний знак на честь воїнів-односельчан. Дата споруди: 1967 м.                                                                                         | Сакський | Добрушінська с/р, с. Добрушино, вул. Шкільна                                                                               | Рішення Кримського облвиконкому від 05.09.1969 № 595                       |         |         |
| 18             | 1857            | Братська могила жертв фашистського терору, 1941-1942 рр..                                                                                                 | Сакський | Добрушінська с/р, з. Єлизаветове                                                                                           | Рішення Кримського облвиконкому від 07.04.1972 № 168                       |         |         |
| 19             | 1858            | Пам'ятний знак на честь воїнів-односельчан (тут же знаходиться прах екіпажу радянського бомбардувальника, який загинув в роки Великої Вітчизняної війни). | Сакський | Добрушінська с/р, с. Єлизаветове, вул. Леніна                                                                              | Рішення Кримського облвиконкому від 07.04.1972 № 168                       |         |         |
| 20             | 3096            | Могила радянського воїна, 1944 р. | Сакський | Зерновська с/с, с. Низинне, сільське кладовище                                                                             | Рішення Кримського облвиконкому від 15.04.1986 № 164                       |         |         |
| 21             | 3095            | Братська могила радянських воїнів, 1944 р. | Сакський | Зерновська с/с, с. Низинне, 1 км на північний захід від села, у МТФ                                                        | Рішення Кримського облвиконкому від 15.04.1986 № 164                       |         |         |
| 22             | 1527            | Братська могила радянських воїнів, 1941-1944 рр.., Перепоховання: 1954 р.                                                                                 | Сакський | Іванівська с/р, с. Іванівка, сільське кладовище                                                                            | Рішення Кримського облвиконкому від 05.09.1969 № 595                       |         |         |
| 23             | 1557            | Пам'ятний знак на честь воїнів-односельчан. Дата споруди: 1966 р.                                                                                         | Сакський | Іванівська с/р, с. Іванівка, сквер біля Будинку культури                                                                   | Рішення Кримського облвиконкому від 05.09.1969 № 595                       |         |         |
| 24             | 1559            | Пам'ятний знак на честь воїнів-односельчан. Дата споруди: 1965 р.                                                                                         | Сакський | кольцовської с/с, с. Кольцово, у готелі                                                                                    | Рішення Кримського облвиконкому від 05.09.1969 № 595                       |         |         |
| 25             | 2124            | Пам'ятник В.І.Леніну | Сакський | кольцовської с/с, с. Кольцово, у контори радгоспу                                                                          | Рішення Кримського облвиконкому від 15.09.1969 № 595                       |         |         |
| 26             | 1561            | Братська могила радянських воїнів та пам'ятний знак на честь односельців., Перепоховання — 1967 р. Дата споруди: 1976 р.                                  | Сакський | Крайненська с/р, с. Трудове, біля Будинку культури                                                                         | Рішення Кримського облвиконкому від 05.09.1969 № 595                       |         |         |
| 27             | 2845            | Братська могила радянських воїнів, 1941-1944 рр.. | Сакський | Кримська с/р, с. Кримське, парк у літнього кінотеатру                                                                      | Рішення Кримського облвиконкому від 21.06.1983 № 362                       |         |         |
| 28             | 1574            | Пам'ятник В.І.Леніну. Дата подій: 1870 — 1924 рр.. Дата споруди: 1958 р., перенесення та реконструкція — листопад 1978 р.                                 | Сакський | Кримська с/р, с. Кримське, площа біля контори радгоспу                                                                     | Рішення Кримського облвиконкому від 05.09.1969 № 595                       |         |         |
| 29             | 1562            | Пам'ятний знак на честь воїнів-односельчан. Дата спорудження: травень 1965 р.                                                                             | Сакський | Кримська с/р, с. Кримське, площа біля продмагу                                                                             | Рішення Кримського облвиконкому від 05.09.1969 № 595                       |         |         |
| 30             | 2940            | Пам'ятний знак на місці базування 889 Новоросійського нічного легко-бомбардувального авіаполку. Дата події: квітень-травень 1944 р. Дата споруди: 1981 р. | Сакський | Лесновского с/с, с. Володимирівка, адміністративний центр села, площа біля магазину                                        | Рішення Кримського облвиконкому від 21.06.1983 № 362                       |         |         |
| 31             | 1529            | Братська могила жертв фашистського терору, 1941 р. | Сакський | Лесновского с/с, с. Ліснівка, за 1 км на північний схід від села, біля шосе Саки-Сімферополь, в саду                       | Рішення Кримського облвиконкому від 05.09.1969 № 595                       |         |         |
| 32             | 1530            | Братська могила радянських воїнів та пам'ятний знак односельчанам. Дата споруди: 1975 р.                                                                  | Сакський | Лесновского с/с, с. Прибережне, 60 км на північ від залізничного полотна, парк перед навчальним корпусом сільгосптехнікуму | Рішення Кримського облвиконкому від 05.09.1969 № 595                       |         |         |
| 33             | 1531            | Братська могила радянських воїнів, 1941 — 1944 рр.., перепоховання — 1953 р.                                                                              | Сакський | Мітяевська с/р, с. Листове, у школи                                                                                        | Рішення Кримського облвиконкому від 05.09.1969 № 595                       |         |         |
| 34             | 1563            | Пам'ятний знак на честь воїнів-односельчан. Дата споруди: 1966 р.                                                                                         | Сакський | Мітяевська с/р, с. Мітяєва, сквер біля Будинку культури                                                                    | Рішення Кримського облвиконкому від 05.09.1969 № 595                       |         |         |
| 35             | 3239            | Братська могила жертв фашизму, 1942 р. | Сакський | Мітяевскій з/с, с. Мітяєва, вул. Ювілейна, за середньою школою                                                             | Рішення Кримського облвиконкому від 20.02.1990 № 48                        |         |         |
| 36             | 1532            | Братська могила радянських воїнів, жовтень 1941 р., травень 1944 р., перепоховання в 1961 р.                                                              | Сакський | Мітяевська с/р, с. Шовковичне, піднесеність біля в'їзду в село                                                             | Рішення Кримського облвиконкому від 05.09.1969 № 595                       |         |         |
| 37             | 3238            | Пам'ятний знак на місці масової загибелі радянських громадян, 1941-1945 рр..                                                                              | Сакський | Молочненської с/с, с. Абрикосівка, 1,5 км на схід від села                                                                 | Рішення Кримського облвиконкому від 20.02.1990 № 48                        |         |         |
| 38             | 1533            | Братська могила радянських воїнів, травень 1944 р. | Сакський | Молочненської с/с, с. Молочне, сільське кладовище                                                                          | Рішення Кримського облвиконкому від 05.09.1969 № 595                       |         |         |
| 39             | 1856            | Пам'ятний знак на честь воїнів-односельчан. Дата спорудження: травень 1969 р.                                                                             | Сакський | Молочненської с/с, с. Молочне, біля Будинку культури                                                                       | Рішення Кримського облвиконкому від 07.04.1972 № 168                       |         |         |
| 40             | 1542            | Група могил радянських льотчиків, квітень 1942 р., травень 1944 р.                                                                                        | Сакський | Новофедорівська п/с, п. Ново-Федорівка, західна околиця села, 260 м на північний схід від берега моря, у лісопарку         | Рішення Кримського облвиконкому від 05.09.1969 № 595                       |         |         |
| 41             | 1575            | Пам'ятник В.І.Леніну. Дата подій: 1870-1924 рр.. Дата спорудження: квітень 1967 р.                                                                        | Сакський | Новофедорівська п/с, п. Ново-Федорівка, сквер біля Будинку культури                                                        | Рішення Кримського облвиконкому від 05.09.1969 № 595                       |         |         |
| 42             | 2238            | Пам'ятний знак на честь воїнів-визволителів. Дата подій: 1941-1944 рр.. Дата споруди:1965 р.                                                              | Сакський | Новофедорівська п/с, п. Ново-Федорівка, біля Будинку культури                                                              | Рішення Кримського облвиконкому від 15.01.1980 № 16                        |         |         |
| 43             | 3097            | Могила учасника підпільного руху Я.Н.Маліновского, 1918 р. (1919 р.).                                                                                     | Сакський | Оріхівська с/р, с. Михайлівка, сільське кладовище                                                                          | Рішення Кримського облвиконкому від 15.04.1986 № 164                       |         |         |
| 44             | 1539            | Братська могила радянських воїнів, жовтень 1941 р., квітень 1944 р.                                                                                       | Сакський | Оріхівська с/р, с. Михайлівка, сільське кладовище                                                                          | Рішення Кримського облвиконкому від 05.09.1969 № 595                       |         |         |
| 45             | 3098            | Могила лейтенанта І.І.Гапіча, 1944 р. | Сакський | Оріхівська с/р, с. Михайлівка, сільське кладовище                                                                          | Рішення Кримського облвиконкому від 15.04.1986 № 164                       |         |         |
| 46             | 1540            | Могила С.М.Воробьева, квітень 1944 р. | Сакський | Оріхівська с/р, с. Михайлівка, у сільського кладовища                                                                      | Рішення Кримського облвиконкому від 05.09.1969 № 595                       |         |         |
| 47             | 1565            | Пам'ятний знак на честь воїнів односельців. Дата споруди: 1966 р.                                                                                         | Сакський | Оріхівська с/р, с. Михайлівка, вул. Леніна, біля Будинку культури                                                          | Рішення Кримського облвиконкому від 05.09.1969 № 595                       |         |         |
| 48             | 1536            | Братська могила радянських воїнів, 1941-1942 рр.. | Сакський | Оріхівська с/р, с. Орехово, сільське кладовище                                                                             | Рішення Кримського облвиконкому від 05.09.1969 № 595                       |         |         |
| 49             | 2844            | Братська могила радянських воїнів, 1941-1944 рр.. | Сакський | Оріхівська с/р, с. Орехово, сільське кладовище                                                                             | Рішення Кримського облвиконкому від 21.06.1983 № 362                       |         |         |
| 50             | 1535            | Братська могила радянських воїнів, січень 1942 р. | Сакський | Оріхівський з/с, с. Орехово, вул. Партизанська                                                                             | Рішення Кримського облвиконкому від 05.09.1969 № 595                       |         |         |
| 51             | 1564            | Пам'ятний знак на честь воїнів-односельчан. Дата спорудження: травень 1966 р.                                                                             | Сакський | Оріхівська с/р, с. Орехово, вул. Центральна, сквер                                                                         | Рішення Кримського облвиконкому від 05.09.1969 № 595                       |         |         |
| 52             | 1541            | Місце масової загибелі радянських громадян. Дата подій: 1941-1944 рр.. Дата споруди: 1992 р.                                                              | Сакський | Оріхівська с/р, с. Червоне, 2 км на схід від села, 1 км на південь від 35 км шосе Євпаторія-Сімферополь                    | Рішення Кримського облвиконкому від 05.09.1969 № 595                       |         |         |
| 53             | 2004            | Могила Н.С.Матвеева, 1944 р. | Сакський | Охотніковська с/р, с. Охотникове, сільське кладовище                                                                       | Рішення Кримського облвиконкому від 15.01.1980 № 16                        |         |         |
| 54             | 1543            | Братська могила радянських воїнів, 1941-1944 рр.., перепоховання — 1954 р.                                                                                | Сакський | Охотніковська с/р, с. Охотникове, сквер біля шосе Саки-Кар'єрне                                                            | Рішення Кримського облвиконкому від 05.09.1969 № 595                       |         |         |
| 55             | 1545            | Братська могила учасників Євпаторійського десанту, січень 1942 р.                                                                                         | Сакський | Ромашкінское с/с, с. Колоски, сільське кладовище                                                                           | Рішення Кримського облвиконкому від 05.09.1969 № 595                       |         |         |
| 56             | 1567            | Пам'ятний знак на честь воїнів-односельчан. | Сакський | Ромашкінское с/с, с. Колоски, вул. Леніна                                                                                  | Рішення Кримського облвиконкому від 05.09.1969 № 595                       |         |         |
| 57             | 1544            | Братська могила жертв фашистського терору, 1942 р. | Сакський | Ромашкінское с/с, с. Ромашкіно, вул. Інтернаціональна                                                                      | Рішення Кримського облвиконкому від 05.09.1969 № 595                       |         |         |
| 58             | 2121            | Братська могила радянських воїнів та пам'ятний знак на честь односельців., Перепоховання — 1964 р. Дата споруди: 1964 р.                                  | Сакський | Сізовська с/р, с. Сизівка ??, вул. Леніна, сквер                                                                           | Рішення Кримського облвиконкому від 15.01.1980 № 16                        |         |         |
| 59             | 3241            | Братська могила жертв фашизму, 1941 — 1944 рр.. | Сакський | Столбовська с/р, с. Лушин, 1,5 км на схід від села                                                                         | Рішення Кримського облвиконкому від 20.02.1990 № 48                        |         |         |
| 60             | 3240            | Братська могила жертв фашизму, листопад 1943 р. | Сакський | Столбовська с/р, с. Стовпове, 1 км на північний захід від села                                                             | Рішення Кримського облвиконкому від 20.02.1990 № 48                        |         |         |
| 61             | 3100            | Пам'ятний знак на честь воїнів-односельців, полеглих на фронтах Великої Вітчизняної війни. Дата споруди: 1978 р.                                          | Сакський | Суворовська с/р, c. каменоломня, вул. Гагаріна                                                                             | Рішення Кримського облвиконкому від 15.04.1986 № 164                       |         |         |
| 62             | 1547            | Братська могила бійців партизанського загону " Червоні каски ", січень 1919 р.                                                                            | Сакський | Суворовська с/р, с. Каменоломня, сільське кладовище                                                                        | Рішення Кримського облвиконкому від 05.09.1969 № 595                       |         |         |
| 63             | 3099            | Могила невідомого матроса, 1942 р. | Сакський | Суворовська с/р, с. Каменоломня, сільське кладовище                                                                        | Рішення Кримського облвиконкому від 15.04.1986 № 164                       |         |         |
| 64             | 1548            | Братська могила радянських воїнів, 1941-1944 рр.. | Сакський | Суворовський з/с, с. Переможне, сільське кладовище                                                                         | Рішення Кримського облвиконкому від 05.09.1969 № 595                       |         |         |
| 65             | 1546            | Братська могила радянських воїнів, 1941-1944 рр.. | Сакський | Суворовська с/р, с. Суворовське, сільське кладовище                                                                        | Рішення Кримського облвиконкому від 05.09.1969 № 595                       |         |         |
| 66             | 1568            | Пам'ятний знак на честь воїнів-односельчан. Дата споруди: 1967 р.                                                                                         | Сакський | Суворовська с/р, с. Суворовське, вул. Дружби, біля Будинку культури                                                        | Рішення Кримського облвиконкому від 05.09.1969 № 595                       |         |         |
| 67             | 1549            | Братська могила радянських воїнів, 1944 р. | Сакський | Уютненська с/р, с. Затишне, сільське кладовище                                                                             | Рішення Кримського облвиконкому від 05.09.1969 № 595                       |         |         |
| 68             | 1580            | Пам'ятник М.В.Фрунзе. Дата споруди: 1957 р. | Сакський | Фрунзенська с/р, с. Фрунзе                                                                                                 | Рішення Кримського облвиконкому від 05.09.1969 № 595                       |         |         |
| 69             | 2975            | Братська могила учасників Євпаторійського десанту, лютий 1942 р.                                                                                          | Сакський | Фрунзенська с/р, с. Фрунзе, 2 км на захід від села, пагорб біля моря                                                       | Рішення Кримського облвиконкому від 21.06.1983 № 362                       |         |         |
| 70             | 1558            | Пам'ятний знак на честь воїнів-односельчан. Дата спорудження: травень 1966 р.                                                                             | Сакський | Фрунзенська с/р, с. Фрунзе, пров. Сонячний, сквер                                                                          | Рішення Кримського облвиконкому від 05.09.1969 № 595                       |         |         |
| 71             | 1534            | Братська могила радянських воїнів, березень 1944 р. | Сакський | Штормівська с/с, с. Привітне, біля в'їзду в село, у дороги Привітне-Євпаторія                                              | Рішення Кримського облвиконкому від 05.09.1969 № 595                       |         |         |